# Ernst Heinrich Kohl

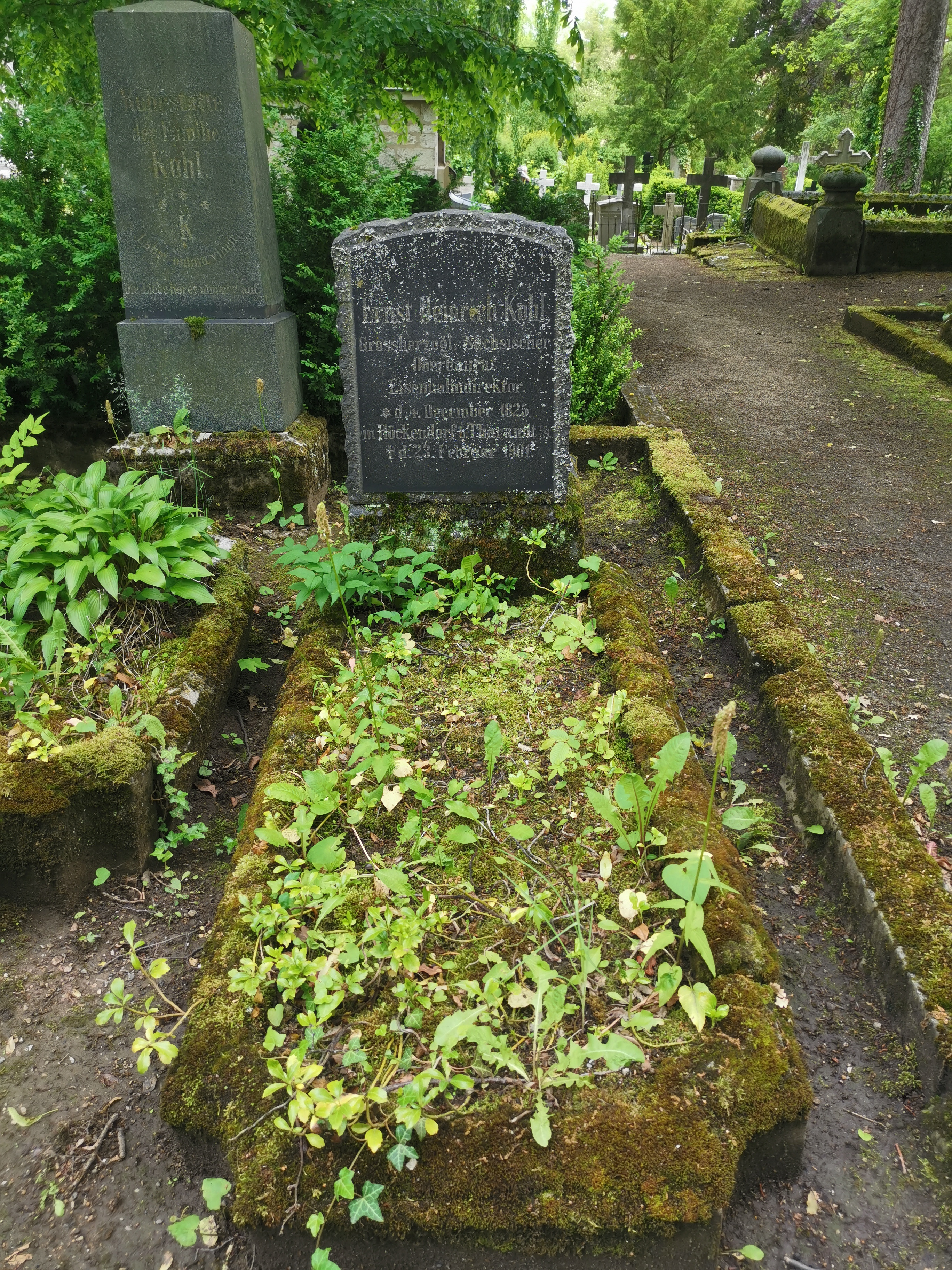
Grab von Ernst Heinrich Kohl

Ernst Heinrich Kohl (geb. 4. Dezember 1825 in Höckendorf, Sachsen; gest. 23. Februar 1901 in Weimar) war ein deutscher Eisenbahndirektor und Zivilingenieur.

## Leben
Gegen ihn wurde ein Verfahren wegen Teilnahme am Dresdner Maiaufstand 1849/50 eingeleitet.
Im Jahre 1857 war Kohl Abteilungsbaumeister bei der Thüringischen Eisenbahn-Gesellschaft, von 1875 bis 1895 Direktor der Weimar-Geraer Eisenbahn. Er hatte sich als langjähriges Mitglied des Gemeinderates und als Vorsitzender des Bauausschusses um den Ausbau des Weimarer Bahnhofsviertels verdient gemacht, sodass eine Straße in diesem Viertel 1875 Kohlstraße genannt wurde, die 1961 bis 1991 Straße der Jungen Pioniere, und seit wiederum 1991 Ernst-Kohl-Straße heißt.
Kohl war maßgeblich an der Elektrifizierung Weimars von 1896 bis 1898 beteiligt. Das E-Werk ist hierfür Zeugnis. In seiner Amtszeit als Direktor der Weimar-Geraer-Eisenbahn wurde u. a. das Ilmviadukt (Weimar) vollendet. Die Festlegung des Standortes des Neuen Museums und seine Einbeziehung in das Bahnhofsviertel, geht ebenfalls auf ihn zurück.
Sein Grab befindet sich auf dem Historischen Friedhof Weimar.